# Jean Gainche
Jean Gainche (Remungol, 12 agosto 1932) è un ciclista su strada francese, professionista dal 1956 al 1965, due volte vincitore della Bretagne Classic Ouest-France, che riportò anche un successo di tappa al Tour de France.

## Carriera
Velocista su strada, Jean Gainche ha iniziato a pedalare nel 1951. Durante la sua carriera professionistica vinse una tappa del Tour de France nel 1958 e la Bretagne Classic Ouest-France, che conquistò di nuovo nel 1962. Si classificò secondo nella classifica a punti del Tour 1961.
Nel 1975, Jean Gainche gestiva un negozio di elettricità. È il suocero di Gérard Kerbrat, anch'egli ciclista professionista.

## Palmarès

### Strada
- 1958

Una tappa Giro di Normandia
Bretagne Classic Ouest-France
4ª tappa Tour de France
- 1959

Boucles de l'Aulne
- 1962

Bretagne Classic Ouest-France

## Piazzamenti

### Grandi Giri
- Tour de France

1958: 29ª
1959: ritirato
1960: 36°
1961: 14°
1962: 32°
1963: 20°
1964: 31°
1965: 71°